# ジョン・デイリー (プロデューサー)
ジョン・デイリー（John Daly、1937年7月16日 - 2008年10月31日）は、イギリスの映画プロデューサー。

## 来歴
ロンドン出身。主に製作総指揮として映画のプロデュースを手がけ、『ターミネーター』、『プラトーン』、『ラストエンペラー』などをプロデュースした。プロデュースした21の作品がアカデミー作品賞にノミネートされ、13の作品が受賞している。
2008年10月31日、ロサンゼルスの病院で死去、71歳。がんで闘病生活を送っていた。

## 主な作品
- サンバーン Sunburn (1979) 脚本も
- 怒りのボーダー The Border (1980) ※
- ダーティー・ソルジャー/野良犬軍団 High Risk (1981) ※
- ハロー、ダディ! Carbon Copy (1981) ※
- 湖の秘宝の謎 Race for the Yankee Zephyr (1981) ※
- スローター・ゲーム Turkey Shoot (1982) ※
- チーチ&チョン イエローパイレーツ Yellowbeard (1983) ※
- デッドリー・コップ・クーパー Deadly Force (1983) ※
- ルトガー・ハウアー 孤高の戦士 A Breed Apart (1984)
- ターミネーター The Terminator (1984) ※
- コードネームはファルコン The Falcon and the Snowman (1985) ※
- バタリアン The Return of the Living Dead (1985) ※
- サルバドル/遥かなる日々 Salvador (1986) ※
- ロンリー・ブラッド At Close Range (1986) ※
- リバース・エッジ River's Edge (1986) ※
- 勝利への旅立ち Hoosiers (1986) ※
- プラトーン Platoon (1986) ※
- ホテルコロニアル Hotel Colonial (1987) ※
- ロックンロール・ロンリー Scenes from the Goldmine (1987) ※
- ウィッチ/魔女狩り Love at Stake (1987) ※
- 殺しのベストセラー Best Seller (1987) ※
- ラストエンペラー The Last Emperor (1987) ※
- バンパイア・キッス Vampire's Kiss (1988)
- シャグ Shag (1988) ※
- ミラクル・マイル Miracle Mile (1988)
- ウォー・パーティ War Party (1988)
- クリミナル・ロウ Criminal Law (1988) ※
- フィル・コリンズ in バスター Buster (1988) ※ クレジットなし
- THE BOOST 引き裂かれた愛 The Boost (1988) ※
- アウト・コールド Out Cold (1989) ※
- ブラッド・レッド/復讐の銃弾 Blood Red (1989) ※
- ステイ・トゥゲザー/青春の絆 Staying Together (1989) ※
- 理由なき発砲 Chattahoochee (1989) ※
- ブラック・アジェンダ/隠された真相 Hidden Agenda (1990) ※
- 恋のためなら Don't Tell Her It's Me (1990) ※
- ブライト・エンジェル/旅立ちの予感 Bright Angel (1990) ※
- ギャングスター Played (2006) ※

※は製作総指揮。